# Кобалия, Лоти
Вахтанг (Лоти) Кобалия (груз. ვახტანგ [ლოთი] ქობალია; род. 1950) — звиадист (сторонник президента Звиада Гамсахурдия), один из известных участников гражданской войны в Грузии.

## Биография
Родился в 1950 году. В 1980-х работал водителем троллейбуса в Зугдиди.
В начале 1990-х годов возглавил зугдидский батальон Национальной гвардии Грузии. После военного переворота в январе 1992 года, в результате которого был свергнут президент Звиад Гамсахурдия, Кобалия принял активное участие в вооружённой борьбе против нового правительства Эдуарда Шеварднадзе.
Летом 1993 года т. н. «звиадистские» вооружённые формирования под командованием Лоти Кобалия заняли ряд городов в Западной Грузии, в том числе Зугдиди. В сентябре 1993 года в Западную Грузию, находящуюся под контролем звиадистов, вернулся экс-президент Звиад Гамсахурдия, который возглавил «Правительство в изгнании», поставив целью восстановление законной власти в стране. Во второй половине октября 1993 года под контролем звиадистов оказались стратегически важные транспортные узлы Поти и Самтредиа, бои шли недалеко от Кутаиси, второго по численности города Грузии. Вооружённые формирования под командованием Кобалия вели наступление в направлении Цхалтубо, однако потерпели поражение. Прокуратура Грузии выдала ордера на арест Гамсахурдия, Кобалия и их сторонников. В это же время правительственные войска начали контрнаступление и 6 ноября 1993 года овладели последним оплотом звиадистов — городом Зугдиди.
После поражения звиадистов Кобалия покинул Грузию, однако весной 1994 года был задержан в Киеве и экстрадирован в Грузию, где в 1996 году его приговорили к смертной казни. Впоследствии смертная казнь была заменена на 20 лет лишения свободы. Спустя 6 лет, в ночь с 30 сентября на 1 октября 2000 года, ряд звиадистов, в том числе и Кобалия, совершили побег из тюрьмы, однако спустя 10 дней были пойманы.
В 2004 году Вахтанг (Лоти) Кобалия был помилован президентом Михаилом Саакашвили. После помилования занялся сельским хозяйством, избирался депутатом зугдидского городского собрания — сакребуло. В октябре 2009 года Кобалия присоединился к оппозиционной партии «Справедливая Грузия» во главе с экс-премьер-министром Грузии Зурабом Ногаидели.